# Білясуварський район
Білясуварський район (азерб. Biləsuvar) — адміністративна одиниця на півдні Азербайджану. Адміністративний центр — місто Білясувар.

## Географія
Площа території району становить 1358 квадратних кілометрів. Територія району охоплює південно-західну й південну частини Муганської рівнини. Район межує на півночі упродовж 53 км з Імішлинським районом, на північному заході упродовж 23 км із Саатлинським районом, 20 км із Сабірабадським районом, зі сходу упродовж 23 км з Сальянським районом, 4 км з Нефтечалінським районом, з півдня упродовж 54 км з Джалілабадським районом, а з заходу 64 км з Ісламською Республікою Іран, загальна довжина кордонів — 241 км.
Міжнародний митний пункт знаходиться на території Білясуварського району.

## Історія
У 1930 році було утворено Білясуварський район з центром у Пушкінському селищі. У 1938 році район було перейменовано на Пушкінський район.
У 1963 році територія була об'єднана з Джалілабадським районом, а з 1964 року знову стає самостійним районом. 1991 року повернув собі історичну назву, район знову було перейменовано на Білясуварський.

## Адміністративний устрій
Район поділяється на 26 муніципалітетів.
- 1. Білясуварський міський муніципалітет
- 2. Хирмандалський муніципалітет
- 3. Байділійський муніципалітет
- 4. Багбанларський муніципалітет
- 5. Алібадський муніципалітет
- 6. Захматабадський муніципалітет
- 7. Аранликський муніципалітет
- 8. Чінарликський муніципалітет
- 9. Ісметлійський муніципалітет
- 10. Фіолетівський муніципалітет
- 11. Агайрикський муніципалітет
- 12. Кіровський муніципалітет
- 13. Насімікендський муніципалітет
- 14. Наріманкендський муніципалітет
- 15. Самедабадський муніципалітет
- 16. Аразбарикський муніципалітет
- 17. Ашаги Гюрелійський муніципалітет
- 18. Муганкендський муніципалітет
- 19. Юхари Агалийський муніципалітет
- 20. Аскеробадський муніципалітет
- 21. Тазакендський муніципалітет
- 22. Дервішликський муніципалітет
- 23. Овчударакський муніципалітет
- 24. Юхари Джурелійський муніципалітет
- 25. Агаликендський муніципалітет
- 26. Аманкендський муніципалітет

## Відомі вихідці з Білясуварського району
- Мубаріз Ібрагімов